# Бысса (река)
Бы́сса (тюрк.: быс, бус — туман, пасмурная погода; эвенк.: бусэ — пояс) — река в Амурской области России, левый приток Селемджи.
Берёт начало в горах северо-западной части хребта Турана, на высоте около 800 м над уровнем моря. Протекает в широкой заболоченной долине; русло извилистое, с порогами. Недалеко от устья — посёлок городского типа Февральск, южнее которого реку пересекает Дальневосточная железная дорога. Длина — 235 км, площадь водосборного бассейна — 6370 км².
В 135 км от устья находится Быссинский источник термоминеральных вод, которые достигают температуры 42—43 °C и используются для лечения кожных, желудочных, сердечно-сосудистых заболеваний и остеохондроза.
При впадении Быссы в Селемджу расположено село Бысса. Высота устья — 239 м над уровнем моря.

## Основные притоки
(расстояние от устья)
- 60 км: река Ига (лв)
- 114 км: река Синникан (пр)

Система водного объекта: Селемджа → Зея → Амур → Охотское море.

## Данные водного реестра
По данным государственного водного реестра России относится к Амурскому бассейновому округу, речной бассейн реки Амур, речной подбассейн реки — Зея, водохозяйственный участок реки — Селемджа.
Код объекта в государственном водном реестре — 20030400312118100036085.